# Шенгенская принцесса

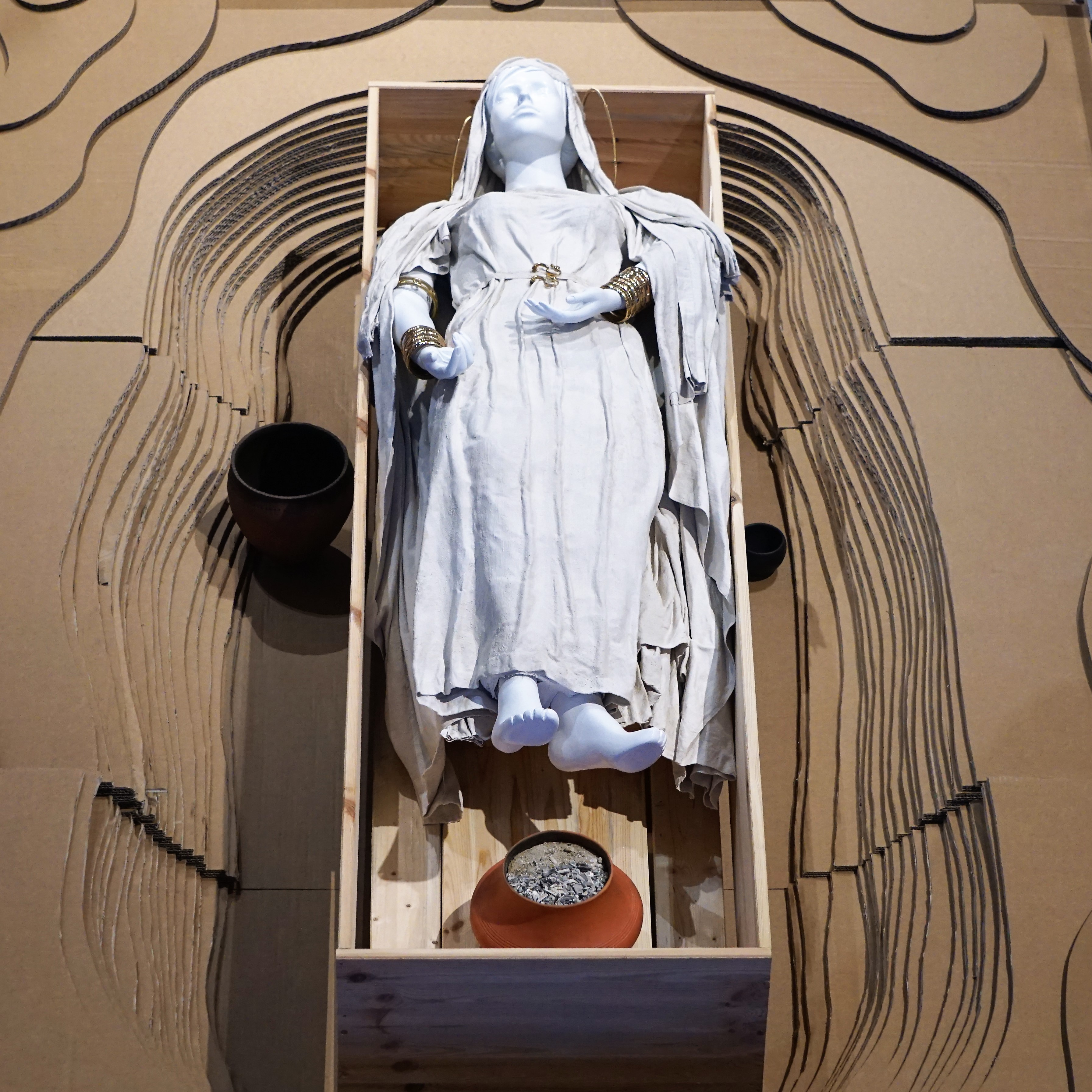
Реконструкция захоронения Шенгенской принцессы

Шенгенская принцесса — кельтская женщина, жившая около 2500 лет назад, чье захоронение было найдено в могильнике на берегах Мозеля между Шенгеном и Ремершен в Люксембурге. Могила, заполненная богатым погребальным инвентарем, была обнаружена в 1995 году во время постройки песчаного карьера. Археологические раскопки и исследование шли с 1995 по 1998 год. 
Обширный могильник, в котором была обнаружена Шенгенская принцесса, состоит из нескольких десятков захоронений, а именно: 50 кремированных захоронений позднего бронзового и пяти могил, датированных ранним железным веком, на рубеже Гальштатской и Латенской археологических культур.

## Описание

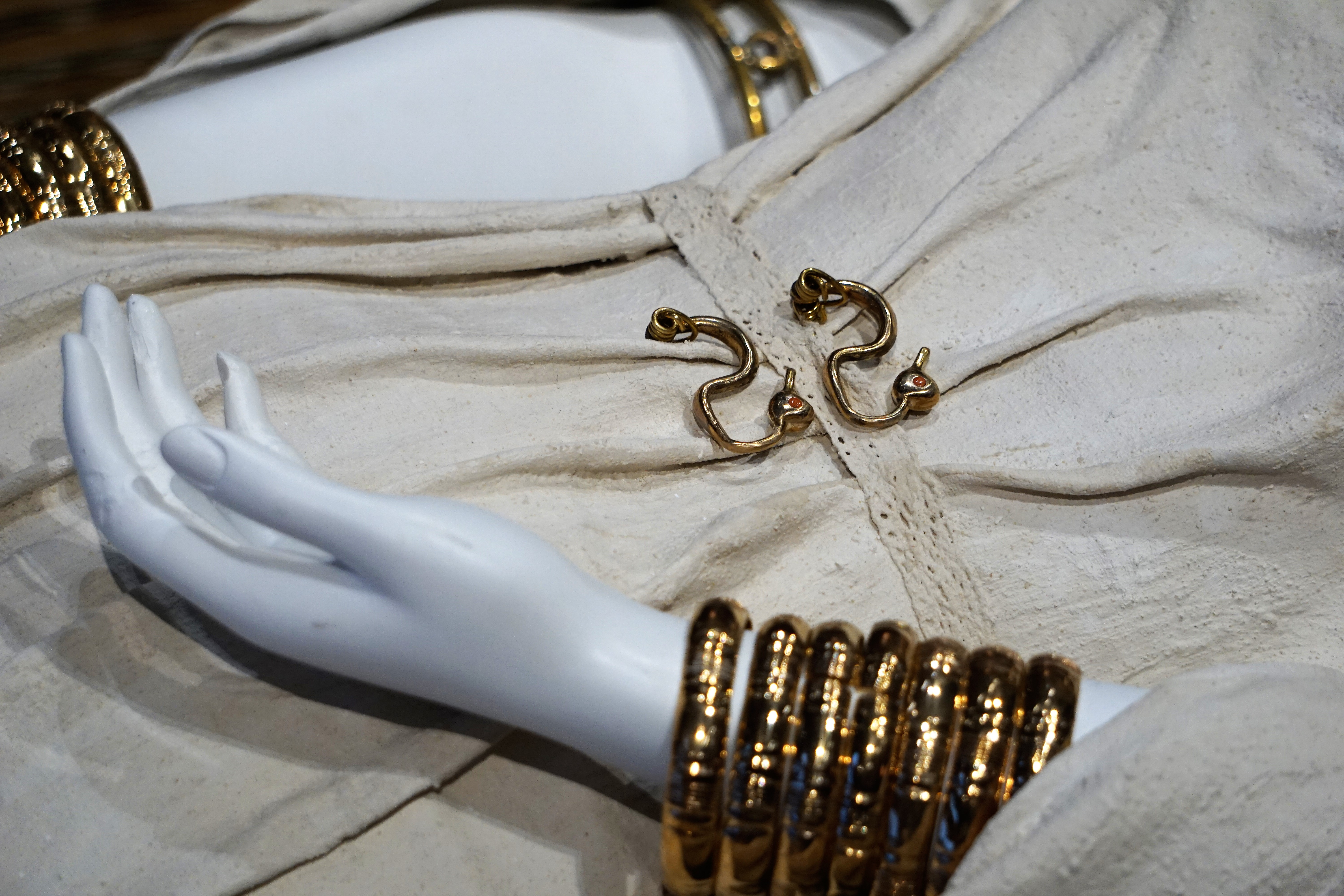

Тело погребенной женщины уцелело лишь фрагментами — были найдены 4 зуба и фрагменты скелета, остальное не сохранилось. Удалось установить, что женщине было от 21 до 29 лет на момент смерти, ее рост составлял около 1,5 метров. Останки древесины в могиле указывают на то, что при погребении, вероятно, использовался гроб. В ногах женщины стояла урна с прахом мужчины. Подобные парные захоронения (сочетающие труположение женщины и кремация мужчины) довольно редки; но можно предположить, что мужчина приходился покойной мужем или иным близким родственником.
В захоронении были также обнаружены украшения: бронзовые браслеты, ожерелье-торквес, змеевидные застежки, височные кольца огромного диаметра и фрагмент орнаментированной декоративной пластинки треугольной формы.
Невозможно установить, кем в действительности была похороненная таким образом женщина и была ли она в самом деле «принцессой». Однако по богатству её погребения можно однозначно установить, что при жизни она обладала очень высоким социальным статусом и, очевидно, принадлежала к знати.